# 135 Hertha
A 135 Hertha a Naprendszer kisbolygóövében található aszteroida. Christian Heinrich Friedrich Peters fedezte fel 1874. február 18-án.